# Goesdorf
Goesdorf (Luxemburgs: Géisdref) is een plaats en gemeente in het Luxemburgse Kanton Wiltz.
De gemeente heeft een totale oppervlakte van 29,41 km² en telde 1170 inwoners op 1 januari 2007.

## Ontwikkeling van het inwoneraantal
| Jaar                              | 2001 | 2002 | 2003 | 2004 | 2005 |
| --------------------------------- | ---- | ---- | ---- | ---- | ---- |
| Inwoneraantal                     | 1025 | 1026 | 1079 | 1102 | 1114 |
| Opmerking: tellingen op 1 januari |      |      |      |      |      |

## Plaatsen in de gemeente
- Bockholtz
- Büderscheid
- Dahl
- Goesdorf
- Masseler
- Nocher
- Nocher-Route